# 클리포드 로즈
클리포드 로즈(영어: Clifford Rose, 1929년 10월 24일 ~ 2021년 11월 6일)은 영국의 텔레비전 배우, 영화 배우이다.

## 출연작

### 영화
- 2012년 철의 여인
- 2000년 올 포가튼
- 1987년 좋은 아버지
- 1968년 텔 미 라이즈
- 1967년 마라, 사드